# Syrphoctonus coloratus
Syrphoctonus coloratus är en stekelart som först beskrevs av Hellen 1949.  Syrphoctonus coloratus ingår i släktet Syrphoctonus och familjen brokparasitsteklar. Inga underarter finns listade i Catalogue of Life.